# Metataeniacanthus
Metataeniacanthus is een geslacht uit de Taeniacanthidae, een familie uit de orde Poecilostomatoida van de Copepoda of eenoogkreeftjes.

## Soorten
- M. aquilonius
- M. conepigri
- M. epigri
- M. gibbsi
- M. indiscretus
- M. nudus
- M. pacificus
- M. solidus
- M. synodi
- M. vulgaris